# Boys Like Girls
Boys Like Girls ist eine US-amerikanische Rockband aus Boston, Massachusetts.

## Bandgeschichte
Bekanntheit erlangte die Band zuerst über das Internet, wo sie erste Demos veröffentlichte und sich eine Fangemeinde schuf. Schließlich wurde auch Produzent Matt Squire auf sie aufmerksam und ihre richtige Musikkarriere begann.
Sie begannen 2006 erst einmal mit einer Tour und stellten anschließend ihr Debütalbum fertig. Das Album, das mit dem Bandnamen betitelt ist, erschien im August bei Red Ink/Columbia und blieb lange unbeachtet. Erst mit der Veröffentlichung des Songs The Great Escape kam nach Monaten der Durchbruch. Die Single schaffte es bis auf Platz 23 in den offiziellen Charts und verkaufte sich über eine Million Mal. Daraufhin zogen auch die Albumverkäufe an und obwohl es in den LP-Charts nicht über Platz 55 hinauskam, hielt sich das Debütalbum über ein Jahr in den Charträngen und erreichte Gold-Status. Zwei weitere Singleauskopplungen wurden ebenfalls mit Gold ausgezeichnet.
Am 17. März 2007 wurde bekannt gegeben, dass die Band von den Lesern der Zeitschrift Spin zum Artist of the Year 2006 – Künstler des Jahres 2006 ernannt worden ist.
Bis zur Fertigstellung des Nachfolgealbums verging dann einige Zeit und erst Mitte 2009 wurde Love Drunk veröffentlicht. Dafür stieg es sofort auf Platz 1 der Rockalbencharts ein und erreichte auch in den Billboard 200 Platz 8. Der ausgekoppelte Titelsong war ebenfalls sehr erfolgreich und war bereits ihr vierter Titel, der mindestens eine halbe Million Mal verkauft wurde. Das Album enthält auch eine Zusammenarbeit mit Taylor Swift, der erfolgreichsten Künstlerin des Jahres 2009 in den USA, die als zweite Veröffentlichung ausgewählt wurde.
Im Jahr 2011 trennte sich die Band von Bassist Bryan Donahue.

## Diskografie

### Alben
- 2006: Boys Like Girls
- 2009: Love Drunk
- 2012: Crazy World
- 2023: Sunday at Foxwoods

### EPs
- 2007: AOL Music Sessions
- 2010: Love Drunk EP
- 2012: Crazy World

### Singles
- 2006: 5 Minutes to Midnight
- 2006: Hero/Heroine
- 2007: The Great Escape
- 2008: Thunder
- 2009: Love Drunk
- 2009: Two Is Better Than One (feat. Taylor Swift)
- 2010: Heart Heart Heartbreak
- 2012: Be Your Everything